# Harrislee

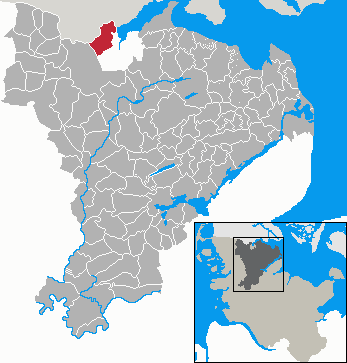

Harrislee (en danois Harreslev) est une petite ville de l'arrondissement de Schleswig-Flensburg, dans le Schleswig-Holstein, en Allemagne.

## Histoire
Harrislee a été mentionnée pour la première fois dans un document officiel en 1352.

## Jumelages
- Bov Sogn (Danemark)